# Marta Jandová
Marta Jandová (født 13. april 1974) er en tjekkisk sangerinde. Hun har siden 1993 haft en musikkarriere i Tyskland, bl.a. som medlem af gruppen Die Happy. Hun skal repræsentere Tjekkiet i Eurovision Song Contest 2015 i Wien sammen med sangeren Václav Noid Bárta og nummeret "Hope Never Dies". Udvælgelsen skete internt og blev offentliggjort den 1. februar 2015.